# Kingston Park
Der Kingston Park ist ein Stadion in der englischen Stadt Newcastle upon Tyne. Es ist das Heimstadion des Rugby-Union-Vereins Newcastle Red Bulls und bietet Platz für 10.000 Zuschauer. Das Stadion wird zwar hauptsächlich für Rugbyspiele verwendet, wird aber auch für die Heimspiele der Reservemannschaft des Fußballvereins Newcastle United genutzt. Der Verein zog 1990 von der North Road an den heutigen Standort in der Nähe des Flughafens Newcastle, wo sich bereits ein kleines Sportstadion befand. Dieses wurde in mehreren Ausbauschritten auf die heutige Größe ausgebaut.